# Heterochroma thermeola
Heterochroma thermeola är en fjärilsart som beskrevs av George Francis Hampson 1911. Heterochroma thermeola ingår i släktet Heterochroma och familjen nattflyn. Inga underarter finns listade i Catalogue of Life.